# 전곡재래시장
전곡재래시장(JeongokTraditional Market, 全谷在來市場  )은 대한민국 경기도 연천군 전곡읍에 위치한 연천군의 재래시장이다.

## 점포안내
70개점포중
- 공점포3개 , 미가입점포3개